# Metraż filmu

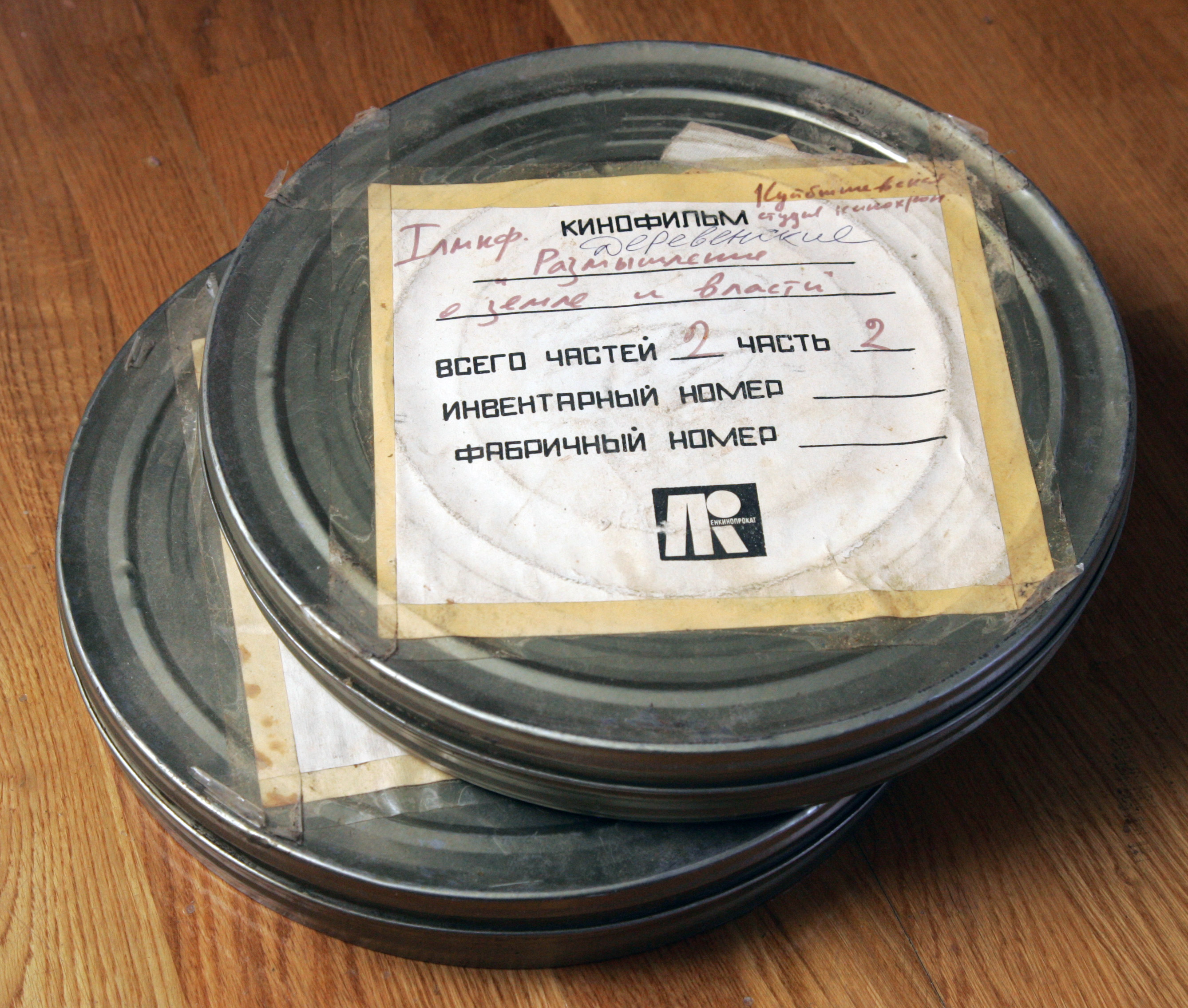
Dwie zapuszkowane rolki z taśmą filmową, po 300 metrów (ok. 11 minut projekcji) każda.

Metraż filmu – długość utworu filmowego przeliczana na czas projekcji, a w wypadku kopii analogowych na taśmie filmowej również na metry i stopy.

## Typy filmów według metrażu
W produkcji i dystrybucji filmowej oraz w przyzwyczajeniach widzów przyjęły się trzy podstawowe długości filmów:
- Film pełnometrażowy (długometrażowy) – minimum 70-90 minut projekcji, w przypadku taśmy filmowej 5 rolek lub więcej[2][3].
- Film średniometrażowy – od 30 do 70 minut projekcji. W przypadku taśmy filmowej są to 3-4 rolki[2][4].
- Film krótkometrażowy – do 30 minut projekcji (zazwyczaj ok. 10 minut). W przypadku taśmy filmowej są to 1-3 rolki[2][5].

Do powyższych typów dodaje się niekiedy klip, tj. krótki utwór audiowizualny trwający do 4 minut.

## Metraż filmu a taśma filmowa

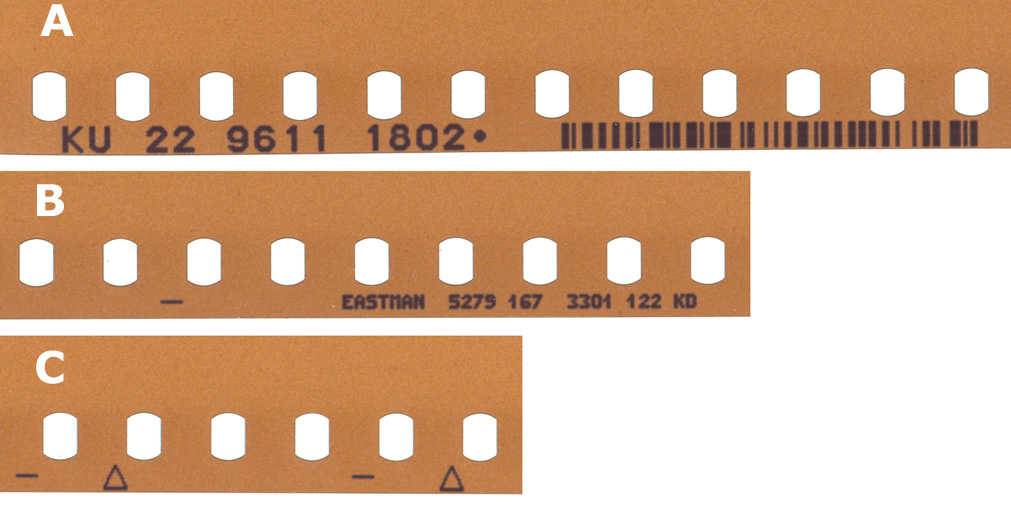
Oznaczenia stopażu taśmy filmowej.

W przypadku kopii filmowej sporządzonej na taśmie filmowej dokonuje się oznaczeń długości w ramach tzw. stopażu. Na negatywie umieszczone zostają specjalne numery, co stopę na taśmie 35 mm (ok. 12 klatek) i co pół stopy na taśmie 16 mm. Numery te są pomocne w cięciu negatywu na bazie kopii roboczej. Kiedy ujęcie jest tak krótkie, że nie ma na nim tego typu oznaczenia, notuje się dystans (podany w klatkach) do najbliższego kolejnego numeru stopażu. Obok liczby stopażu umieszczane są także kody kreskowe, które umożliwiają wygenerowanie kodu czasowego przez urządzenia skanujące film.